# Laboratory of Anthropology
Le Laboratory of Anthropology est un centre de recherche américain à Santa Fe, dans le comté de Santa Fe, au Nouveau-Mexique. Fondé en 1927 par John Davison Rockefeller Junior, il est abrité au sein d'un bâtiment qui accueille aussi une bibliothèque. Dessiné par John Gaw Meem dans le style Pueblo Revival, cet édifice ouvert en 1931 est inscrit au Registre national des lieux historiques depuis le 12 juillet 1983.